# Bon Pastor (metropolitana di Barcellona)
Bon Pastor è una stazione della Linea 9 Nord e della Linea 10 della metropolitana di Barcellona. È situata nel Carrer de Sant Adrià all'altezza del Carrer d'Enric Sanchis, molto vicina al mercato del quartiere di Bon Pastor e alla zona scolastica. L'accesso alla stazione è possibile solo tramite scale mobili o ascensore.
La previsione di apertura iniziale era fissata per l'anno 2004, in seguito posticipata al 2008 ma per i ritardi accumulati nella realizzazione dei lavori l'inaugurazione effettiva avvenne il 18 aprile 2010.

## Accessi
- Carrer de Sant Adrià

## Galleria d'immagini

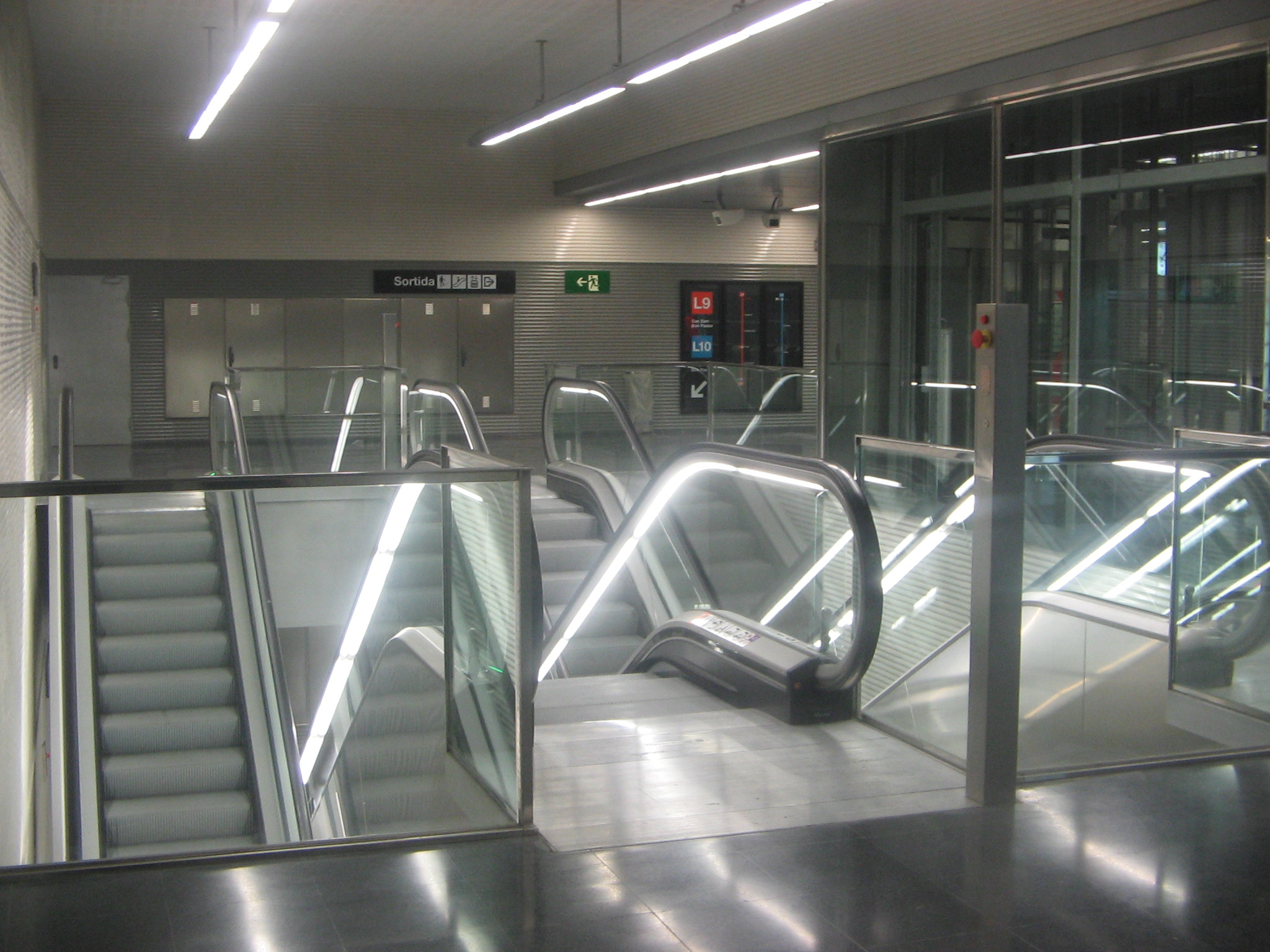
La scala mobile di accesso
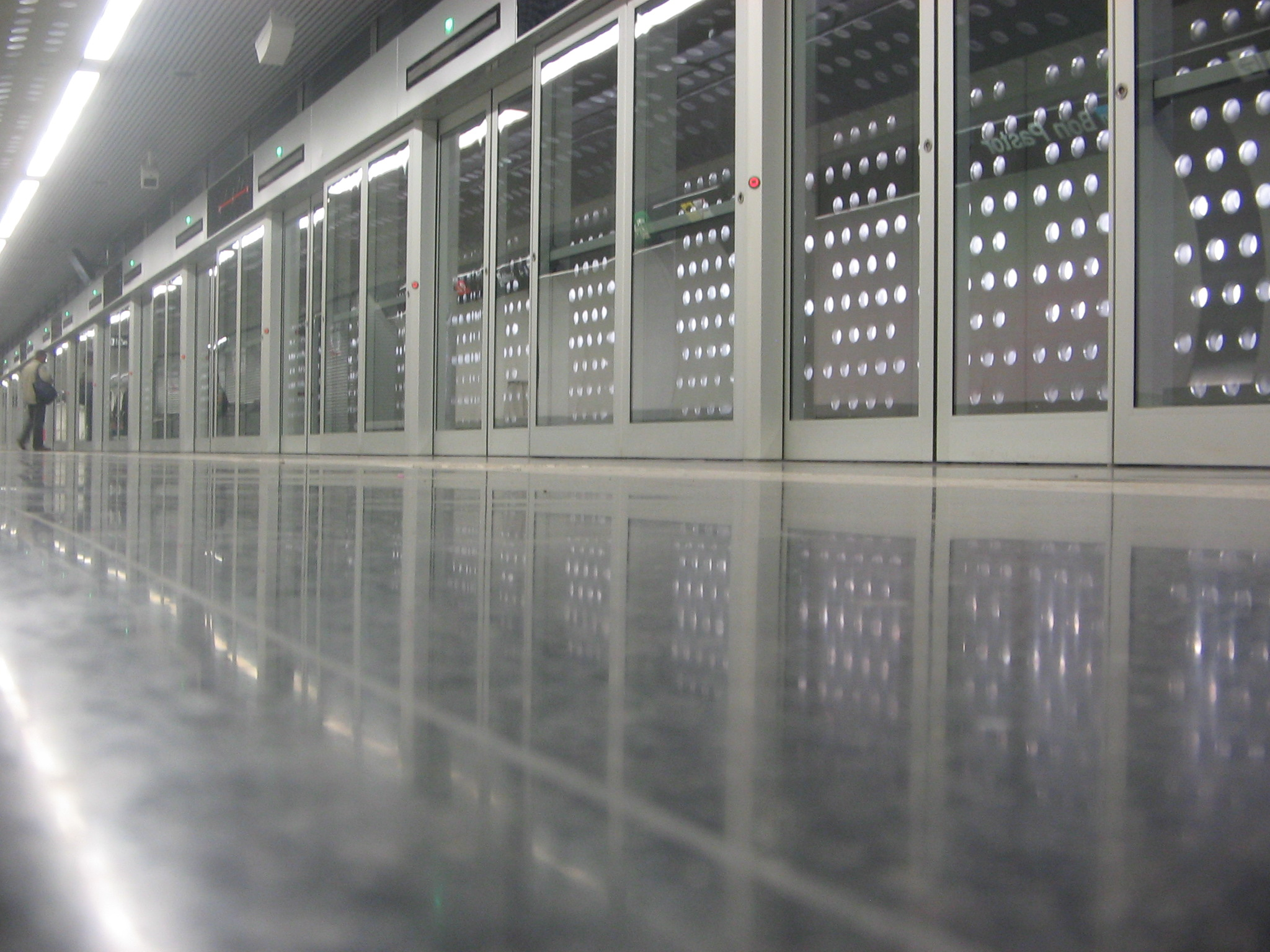
Marciapiede nelle direzione Can Zam/Gorg.